# Rémy Mertz
Rémy Mertz (Lussemburgo, 17 luglio 1995) è un ciclista su strada belga, è professionista dal 2017.

## Palmarès

### Strada
- 2015 (Color Code-Aquality, una vittoria)

5ª tappa Carpathian Couriers Race (Veszprém > Veszprém)

### Altri successi
- 2012 (Juniores)

Classifica giovani Giro della Basilicata

## Piazzamenti

### Grandi Giri
- Vuelta a España

2017: 149º
2020: 103º

### Classiche monumento
- Liegi-Bastogne-Liegi

2017: 135º
2020: 93º
2021: 84º
2022: 106º
2023: 91º
- Giro di Lombardia

2019: ritirato

### Competizioni europee
- Campionati europei

Plumelec 2016 - In linea Under-23: 95º